# László Cselőtei
László Cselőtei (* 3. Januar 1925 in Rákospalota, Budapest; † 29. Februar 2012 in Alcsútdoboz, Komitat Fejér) war ein ungarischer Gartenbauingenieur, Agrarwissenschaftler und Hochschullehrer, der Dekan und Rektor der Landwirtschaftlichen Hochschule in Gödöllő (Gödöllői Agrártudományi Egyetem), Politiker und Abgeordneter des Ungarischen Parlaments.

## Leben
Nach dem Besuch des traditionsreichen Fasori Evangélikus Gimnázium begann Cselőtei 1943 ein Studium der Agrarwissenschaften an der Landwirtschaftlichen Hochschule in Budapest und engagierte sich während des Studiums im Magyar Egyetemisták és Főiskolások Szövetsége (MEFESZ), dem Verband der Universitäts- und Hochschulstudenten. Nach Abschluss des Studiums 1947 war er zunächst bei der staatlichen Eisenbahngesellschaft Magyar Államvasutak (MÁV) beschäftigt, ehe er zwischen 1948 und 1951 Inspektor bei der Nationalen Produktionsgenossenschaft in Baja und anschließend Produktionsleiter der Produktionsgenossenschaften in Südostungarn war.
Cselőtei wurde 1954 zum außerplanmäßigen Professor an die Gödöllői Agrártudományi Egyetem (GATE), die landwirtschaftliche Hochschule in Gödöllő, berufen und war dort zwischen 1960 und 1962 Dekan der Fakultät für Bodenkultur. 1962 übernahm er dann eine ordentliche Professur an der GATE und lehrte dort bis zu seiner Emeritierung 1994. Von 1978 bis 1981 war er Rektor der GATE.
1964 erhielt er den Preis der Akademie der Wissenschaften. Nachdem er 1970 zunächst Korrespondierendes Mitglied wurde, erfolgte 1976 seine Wahl zum Mitglied der Ungarischen Akademie der Wissenschaften (Magyar Tudományos Akadémia).
Zwischen 1970 und 1990 war Cselőtei auch Mitglied des Ungarischen Parlaments und vertrat dort den Wahlkreis Aszód.
1988 wurde er mit dem Staatspreis des Präsidialrates der Volksrepublik Ungarn sowie 1992 mit einem Ehrendoktortitel der Universität für Gartenbau und Lebensmittelindustrie in Budapest (Kertészeti és Élelmiszeripari Egyetem) gewürdigt. 1995 verlieh man ihm schließlich den Ungarischen Verdienstorden (Magyar Köztársasági Érdemrend) und 2005 den Landespreis (Hazám-díj).